# Дикая лошадь
Дикая лошадь (лат. Equus ferus) — травоядное непарнокопытное млекопитающее, вид рода лошадей (Equus) семейства лошадиных (Equidae). Внутренняя систематика дискуссионна; к виду обычно относят тарпана (E. f. ferus) и лошадь Пржевальского (E. f. przewalskii), также на правах подвида к диким лошадям нередко причисляют домашнюю лошадь (E. f. caballus). Некоторые таксономисты рассматривают лошадь Пржевальского как отдельный вид — E. przewalskii.

## История

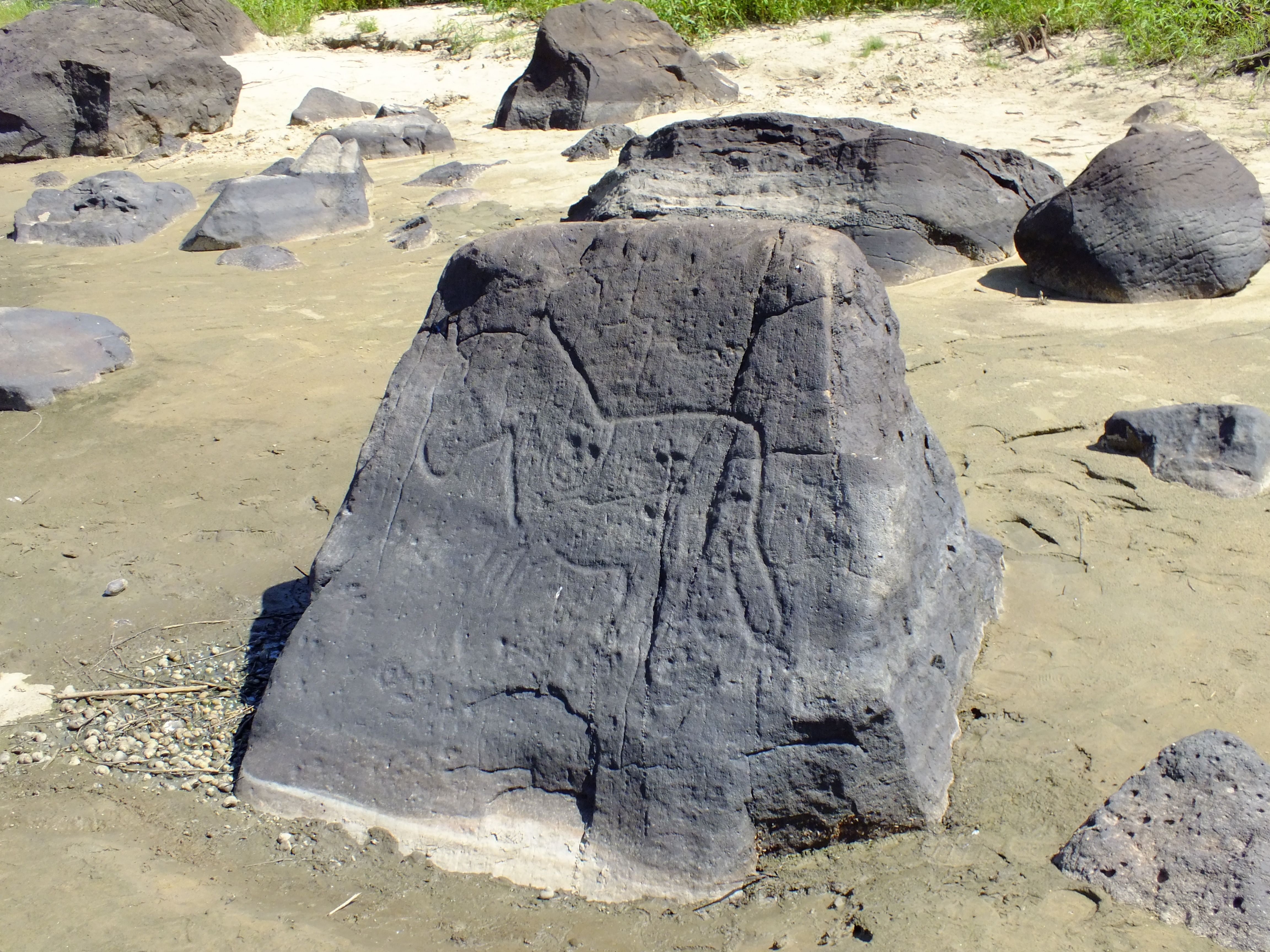
Петроглиф, изображающий дикую лошадь (Сикачи-Алян)

В конце последнего ледникового периода, 10 000 лет назад в Европе, а также в Северной и Центральной Азии паслись миллионы лошадей. Все они относились к одному виду — лошадь дикая. Табуны этих животных бродили по степям, ежегодно совершая миграции, преодолевая путь длиной в сотни километров.
Потепление климата и замещение степей лесами в начале голоцена сократило численность лошадей — им не хватало пастбищ. Истребляли их и первобытные охотники, в том числе загонным способом. С увеличением численности населения при переходе от охоты и собирательства к скотоводству и неолитическому земледелию, стада домашнего скота и пахотные земли в долинах рек стали интенсивно вытеснять диких лошадей с природных пастбищ, что стало основной причиной их исчезновения. В Европе дикая лошадь стала редкостью уже около 4000 лет назад, её вытеснили стада домашних лошадей, распространившиеся со скотоводческой синташтинской культурой. В конце XIX века в дикой природе ещё встречались два её подвида — тарпан на юге России и лошадь Пржевальского в Монголии. Сравнив геном древней лошади, останки которой были найдены в Юконе, с геномами зебры, осла, лошади Пржевальского, дикой лошади возрастом в 43 тысячи лет и нескольких современных пород лошадей, учёные пришли к выводу о том, что все они имели общего предка, жившего около четырех миллионов лет назад. Значит, дикие лошади появились на два миллиона лет раньше, чем считалось до сих пор. В настоящее время лошадь Пржевальского является единственным существующим потомком древних лошадей, и её геном не несёт следов смешивания с исследованными домашними породами; разделение этих двух линий лошадей произошло 40—70 тысяч лет назад.